# Aquilegia amurensis
Aquilegia amurensis är en ranunkelväxtart som beskrevs av Komarov. Aquilegia amurensis ingår i släktet aklejor, och familjen ranunkelväxter. Inga underarter finns listade i Catalogue of Life.